# 定永閃石グループ
定永閃石グループ (Sadanagaite Group) とは、鉱物グループの1つである。

## 歴史
定永閃石グループは、イノケイ酸塩鉱物の角閃石グループのサブグループであるカルシウム角閃石サブグループに属する。定永閃石グループの最初の鉱物は、1980年に島崎英彦らによって愛媛県上島町にある弓削島で発見され、1984年に登録されたカリ第一鉄定永閃石 (Potassic-ferro-sadanagaite) である。名称は東京大学の定永両一にちなんでいる。
2012年の最新の定義に基づけば、定永閃石グループの基本的な化学組成は [A][Ca2][M12+3M23+2](Al3Si5O22)W2 である。AにはNaかK、M1にはMgかFe2+、M2にはAlかFe3+、Wには(OH)かFかClが入る。
定永閃石グループの鉱物は、その後の1997年と2012年の2度の角閃石グループの再定義によって名称が変わっているため、同じ鉱物種でも表記が異なり、混乱が生じる可能性がある。そのため、論文等を参照する場合には、種の記載の根拠となる年代に注意するべきである。例えば最初に定永閃石 (Sadanagaite) として報告された鉱物は、1997年の定義でカリ定永閃石 (Potassic-sadanagaite) となり、2012年の定義でカリ第一鉄定永閃石 (Potassic-ferro-sadanagaite) となった。即ち、初めて報告された定永閃石と、現在の定永閃石は異なる鉱物である。現在の定永閃石は、2003年に発見された苦土定永閃石 (Magnesiosadanagaite) である。なお苦土定永閃石は現在では使われていない名称である。

## 種類
2012年現在、定永閃石グループは13種類が定義され、天然ではこのうち7種類が発見またはタイプ標本の登録がされている。ただし、一部は完全に確定していない。なお、理論上は定永閃石グループは24種類の組み合わせがある。
| 英名                              | 和名                       | 組成                                  | 記載地       | 以前の名称                   | 以前の名称          | 備考・出典                                         |
| 英名                              | 和名                       | 組成                                  | 記載地       | 2012年                       | 1997年              | 備考・出典                                         |
| --------------------------------- | -------------------------- | ------------------------------------- | ------------ | ---------------------------- | ------------------- | -------------------------------------------------- |
| Ferri-fluoro-sadanagaite          | フッ素第二鉄定永閃石       | [Na][Ca2][Mg3Fe3+2](Al3Si5O22)F2      | （定義のみ） | （無し）                     | （無し）            | [ 5 ]                                              |
| Ferri-sadanagaite                 | 第二鉄定永閃石             | [Na][Ca2][Mg3Fe3+2](Al3Si5O22)(OH)2   | （定義のみ） | （無し）                     | （無し）            | [ 6 ]                                              |
| Ferro-ferri-fluoro-sadanagaite    | フッ素第一鉄第二鉄定永閃石 | [Na][Ca2][Fe2+3Fe3+2](Al3Si5O22)F2    | （定義のみ） | （無し）                     | （無し）            | [ 7 ]                                              |
| Ferro-fluoro-sadanagaite          | フッ素第一鉄定永閃石       | [Na][Ca2][Fe2+3Al2](Al3Si5O22)F2      | （定義のみ） | （無し）                     | （無し）            | [ 8 ]                                              |
| Ferro-ferri-sadanagaite           | 第一鉄第二鉄定永閃石       | [Na][Ca2][Fe2+3Fe3+2](Al3Si5O22)(OH)2 | （定義のみ） | （無し）                     | （無し）            | [ 9 ]                                              |
| Ferro-sadanagaite                 | 第一鉄定永閃石             | [Na][Ca2][Fe2+3Al2](Al3Si5O22)(OH)2   | （定義のみ） | Sadanagaite                  | Sadanagaite         | ロシアおよびイギリスで該当する種が発見されている。 |
| Fluoro-sadanagaite                | フッ素定永閃石             | [Na][Ca2][Mg3Al2](Al3Si5O22)F2        | （定義のみ） | （無し）                     | （無し）            | [ 11 ]                                             |
| Potassic-ferro-chloro-sadanagaite | 塩素カリ第一鉄定永閃石     | [K][Ca2][Fe2+3Al2](Al3Si5O22)Cl2      | ノルウェー   | Potassic-chloro-sadanagaite  | （無し）            | [ 12 ]                                             |
| Potassic-ferro-ferri-sadanagaite  | カリ第一鉄第二鉄定永閃石   | [K][Ca2][Fe2+3Fe3+2](Al3Si5O22)(OH)2  | 日本・ロシア | Potassic-ferri-sadanagaite   | （無し）            | [ 13 ] [ 14 ]                                      |
| Potassic-ferro-sadanagaite        | カリ第一鉄定永閃石         | [K][Ca2][Fe2+3Al2](Al3Si5O22)(OH)2    | 日本         | Potassic-sadanagaite         | Sadanagaite         | 定永閃石グループで初めて発見された鉱物。           |
| Potassic-sadanagaite              | カリ定永閃石               | [K][Ca2][Mg3Al2](Al3Si5O22)(OH)2      | 日本         | Potassic-magnesiosadanagaite | Magnesiosadanagaite | [ 15 ]                                             |
| Sadanagaite                       | 定永閃石                   | [Na][Ca2][Mg3Al2](Al3Si5O22)(OH)2     | 日本         | Magnesiosadanagaite          | （無し）            | [ 4 ]                                              |

以下の表は、2012年の改訂で変更され、現在では存在しない定永閃石グループの名称である。
| 英名                         | 和名               | 現在の鉱物名                     | 現在の鉱物名             | 備考・出典 |
| 英名                         | 和名               | 英名                             | 和名                     | 備考・出典 |
| ---------------------------- | ------------------ | -------------------------------- | ------------------------ | ---------- |
| Magnesiosadanagaite          | 苦土定永閃石       | Sadanagaite                      | 定永閃石                 | [ 16 ]     |
| Potassic-ferri-sadanagaite   | カリ第二鉄定永閃石 | Potassic-ferro-ferri-sadanagaite | カリ第一鉄第二鉄定永閃石 | [ 13 ]     |
| Potassic-Magnesiosadanagaite | カリ苦土定永閃石   | Potassic-sadanagaite             | カリ定永閃石             | [ 17 ]     |

## 日本産新鉱物
定永閃石グループのうち、日本で発見されている新鉱物は1980年に愛媛県で発見されたカリ第一鉄定永閃石 (Potassic-ferro-sadanagaite)、1982年に愛媛県で発見されたカリ定永閃石 (Potassic-sadanagaite) 、2003年に岐阜県で発見された定永閃石 (Sadanagaite)の3つである。角閃石グループの再定義で生じた鉱物種のタイプ標本の原産地として日本の産地が登録されたのは、愛媛県がタイプ標本とされたカリ第二鉄定永閃石 (Potassic-ferri-sadanagaite) の1つである。
角閃石グループの新鉱物には神津閃石 (Mangano-arfvedsonite) や愛媛閃石 (Chromio-pargasite) などが発見されているが、グループ名に日本に関連する鉱物の名称が使用されているのは定永閃石グループのみである。